# Malmkrog
Pour plus de détails, voir Fiche technique et Distribution.
Malmkrog est un film roumain réalisé par Cristi Puiu, sorti en 2020.
Il est sélectionné en section Encounters à la Berlinale 2020.
C'est l'adaptation des Trois entretiens sur la guerre, la morale et la religion de Vladimir Soloviev.

## Synopsis
Nikolai, grand propriétaire terrien, homme du monde, met son domaine à la disposition de quelques amis, organisant des séjours dans son spacieux manoir. Pour les invités, parmi lesquels un politicien et un général de l’armée russe, le temps s’écoule entre repas gourmets, jeux de société, et d’intenses discussions sur la mort, l’antéchirst, le progrès ou la morale. Tandis que les différents sujets sont abordés, chacun expose sa vision du monde, de l’histoire, de la religion. Les heures passent et les esprits s’échauffent, les sujets deviennent de plus en plus sérieux, et les différences de culture et de point de vue s’affirment de façon de plus en plus évidente.

## Fiche technique
- Titre français : Malmkrog
- Réalisation : Cristi Puiu
- Scénario : Cristi Puiu d'après le livre Trois entretiens sur la guerre, la morale et la religion de Vladimir Soloviev
- Costumes : Oana Paunescu
- Photographie : Tudor Vladimir Panduru
- Montage : Dragos Apetri et Andrei Iancu
- Pays d'origine : Roumanie
- Format : Couleurs - 35 mm - 1,85:1 - Dolby Digital
- Genre : drame, historique
- Durée : 201 minutes
- Dates de sortie :
  - Allemagne : 20 février 2020
  - France : 8 juillet 2020

## Distribution
- Frédéric Schulz-Richard : Nikolai
- Agathe Bosch : Madeleine
- Ugo Broussot : Edouard
- Marina Palii : Olga
- Diana Sakalauskaité : Ingrida
- István Téglás : István

## Sortie

### Accueil critique
En France, le site Allociné recense une moyenne des critiques presse de 3,9/5.
Pour Xavier Leherpeur de L'Obs, « Cristi Puiu signe un film bavard de plus de trois heures qui a décontenancé plus d'un festivalier lors de sa présentation à la dernière Berlinale. Un huis clos agnostique auquel on peut résister (ce serait regrettable), porté par une mise en scène virtuose, qui emporte le spectateur dans une danse macabre sur la fin inéluctable d'un monde de dominants. Étouffant et inspiré. ».
Pour Didier Péron de Libération, « Face aux violences de l’histoire, Cristi Puiu oppose avec brio cinq personnages philosophant dans la Transylvanie du tout début du XXe siècle. Discutant d'Europe, de Dieu, de la mort, ils nous éclairent et nous perdent dans un flot de débats vertigineux. ».

## Distinctions

### Récompense
- Berlinale 2020 : Meilleur réalisateur, section Encounters
- Festival de Cine Europeo de Sevilla 2020 : Giraldillo de Oro (meilleur film) et meilleur scénario[4]

### Sélection
- Listapad 2020 : sélection en compétition internationale